# ژان-کریستوفر درین
ژان-کریستوفر درین (به فرانسوی: Jean-Christophe Derrien) متولد ۱۸ ژوئیه ۱۹۷۱، نویسنده کمیک، انیمیشن فرانسوی است.